# Управление образами документов
Управление образами документов (англ. Document Imaging) — понятийная категория в области информационных технологий, обозначающая системы, способные захватывать, воспроизводить, преобразовывать и управлять бумажными документами, обычно используемые в бизнесе. Системы обработки изображений документов могут принимать различные формы, включая микрофильмы (в том числе с компьютерным выводом), печать по требованию, факсимильные и копировальные аппараты, многофункциональные устройства, сканеры документов и устройства записи архивов.
Управление образами, как правило, является частью более общей системы управления корпоративной информацией.

## Функции Document Imaging, реализованные в Microsoft Office
Microsoft Office поддерживает функции управления образами (графическими представлениями документов):
- Автоматизация
- Использование оптического распознавания текста
- Организация документов
- Отправка факсов
- Поиск текста
- Разрешение вопросов
- Сжатие изображений
- Сканирование документов
- Создание примечаний в документах
- Управление и печать файлов
- Чтение документов
- Экспорт текста

Для хранения образов документов Microsoft разработала отличный от PDF формат — MDI, который хранит само изображение и отдельно распознанный текст. Особенностью MDI является возможность добавления как текстового комментария, так и изображения в метаданные файла. Поддерживает индексирование для полнотекстового поиска в документе TIFF и MDI. Позволяет работать с отсканированными документами или факсами также, как с документами Microsoft Office. Изображения, сохраненные в формате MDI, обычно занимают меньше места, чем сохраненные в формате TIFF.

## Функции Document Imaging, реализованныеOpen TextIXOS Livelink
Отсканированные в PDF, TIFF электронные версии документов получают уникальный номер (штрихкод). Далее IXOS распознаёт штрихкод каждого документа и сопоставляет номеру проводки в СУБД. По этому уникальному номеру к любой проводке (транзакции) в СУБД можно прикрепить этот документ. Таким образом, любые действия в СУБД всегда имеют документальное подтверждение, которое можно просмотреть прямо в её интерфейсе.